# Combretum mannii
Combretum mannii là một loài thực vật có hoa trong họ Trâm bầu. Loài này được G.Lawson ex Engl. & Diels mô tả khoa học đầu tiên năm 1899.